# 이윤번
이윤번(李允蕃, 德水李氏 4世孫) : 1265년경생(추정)∼별세년도 미상. 고려의 문신. 본관은 덕수. 순유진사. 충선왕 원년 1309년 기유 문과. 행 도사. 증 자헌대부 의정부 좌참찬. 덕수이씨 시조인 고려 중랑장 이돈수(李敦守)의 4세손으로 조부는 흥위위 보승장군 증 은청광록대부(정3품) 동지추밀원사 어사대부 이부상서 상장군이신 추밀공 이양준(李陽俊)이며 통의대부 전법판서 지삼사사 겸 세자내직랑 증 금자광록대부(종1품) 지문하유사 상장군 판예부사 삼사공 이소(李召)의 아들이다. 선충경절 공신 벽상삼한삼중대광 수 첨의정승(종1품) 감춘추관사 상호군 판전리사사에 증직된 덕수부원군 이윤운(李允蒀)의 동생이다. 충무공 이순신의 8대조이다.

## 생애
- 원종 6년(1265년 추정, 1세) 삼사공 이소(李劭)의 차남으로 출생
- 연도미상 국자감 진사 급제
- 충렬왕 8년(1282년, 18세) 부친 삼사공 이소(李劭) 별세(향년 60세)
- 충렬왕 31년(1305년, 41세) 아들 이현(李玄) 출생
- 충선왕 1년(1309년, 45세) 문과 급제
- 연도미상 상서도성(尙書都省) 도사(종7품 관직)
- 연도미상 별세
- 연도미상 증직 자헌대부(정2품 하계의 품계) 의정부 좌참찬
- 배위는 미상이다. 묘는 실전되어 서울 관악구 봉천동 산 53-1번지 탑골 덕수공원에 단소가 모셔져 있다.
- 슬하에 숭정대부(종1품) 의정부 좌찬성에 증직된 찬성공 이현(李玄)이 있다.

## 평가
덕수이씨는 4세손을 기준으로 후손의 특색이 나누어 지는데 덕수부원군 이윤운(李允蒀)의 후손은 문인이 많이 배출되었으며 대표적인 인물은 5천원권 화폐의 주인공인 문성공 이이(李珥)가 있다. 참찬공 이윤번의 후손은 중시조로 불리는 정정공(貞靖公) 이변(李邊)을 비롯한 문인도 있지만 충무공 이순신(李舜臣) 사후 무과 급제자만 267명이 배출되어 무인의 특색이 강하다. 참찬공 이윤번은 충무공 이순신의 8대조이다.
고려조 의종 24년(1170) 부터 원종 11년(1270)까지 약 100년간 무반이 권력을 잡던 무신정권(武臣政權)이 끝나고 몽골의 간섭이 시작되며 강화되는 시기에 태어나 활동한 참찬공 이윤번은 중앙정치기구인 상서성(尙書省)의 상층관서인 상서도성(尙書都省)의 종 7품 관직인 도사(都事)를 지낸 기록이외의 행적은 전해지지 않는다. 다만 사후 자헌대부(정2품 하계의 품계) 의정부 좌참찬에 증직된바 공적이 적지 않음을 추정할 수 있다.

## 가족 관계
- 증조부 : 이돈수(李敦守, 추정1177∼1240) 신호위중랑장
- 증조모 : 황려이씨(黃驪李氏), 교위 이순진의 딸
  - 조부 : 이양준(李陽俊,1202∼1243) 신호군 중랑장, 흥위위 보승장군 증 은청광록대부, 동지추밀원사 어사대부 이부상서 상장군
  - 조모 : 안동권씨(安東權氏), 중랑장 권극평(權克平)의 딸
    - 부 : 이소(李劭,1223∼1282)(李劭,1223∼1282) 통의대부 전법판서 지삼사사겸 세자내직랑 증 금자광록대부 지문하성사 상장군 판예부사(종1품)
    - 모 : 무안박씨(務安朴氏, 공역서 정승 박유영의 딸)
      - 형 : 이윤운(李允蒀,1249∼1334) 통헌대부 민부전서, 봉익대부 밀직사 판도판서 상장군 증 선충경절공신, 벽상삼한삼중대광 수 첨의정승 감춘추관사 상호군 판전리시사 덕수부원군(德水府院君)
      - 형수 : 안성군대부인(安城郡大夫人) 낙안김씨(樂安金氏, 병부상서(兵部尙書) 김취신(金就辛)의 딸)
      - 본인 : 이윤번(李允蕃,1265추정∼미상), 증 자헌대부 의정부 좌참찬 행 도사
      - 부인 : 미상
        - 장남 : 이현(李玄, 1305추정∼미상), 증 숭정대부 의정부 좌찬성
        - 자부 : 미상

## 문헌
子允蕃 諄諭進士 高麗 忠宣王元年一三0九年己酉文科▲行都事贈資憲大夫議政府左叅賛一二六五年頃生(推定) 配 ▲墓失傳